# Расінг (футбольний клуб, Коломб)
«Расінг Клуб де Франс» (фр. Racing Club de France football) — французький футбольний клуб з Коломба (передмістя Парижа), який наразі виступає у п'ятому дивізіоні французького чемпіонату (Насьйональ 3). Заснований 1896 року, що робить його одним із найстаріших футбольних клубів країни, раніше базувався в Парижі. Домашні ігри проводить на стадіоні «Ів дю Мануар» у передмісті Парижа Коломбі. Чемпіон Франції в сезоні 1935-36. П'ятиразовий володар Кубка Франції.

## Історія

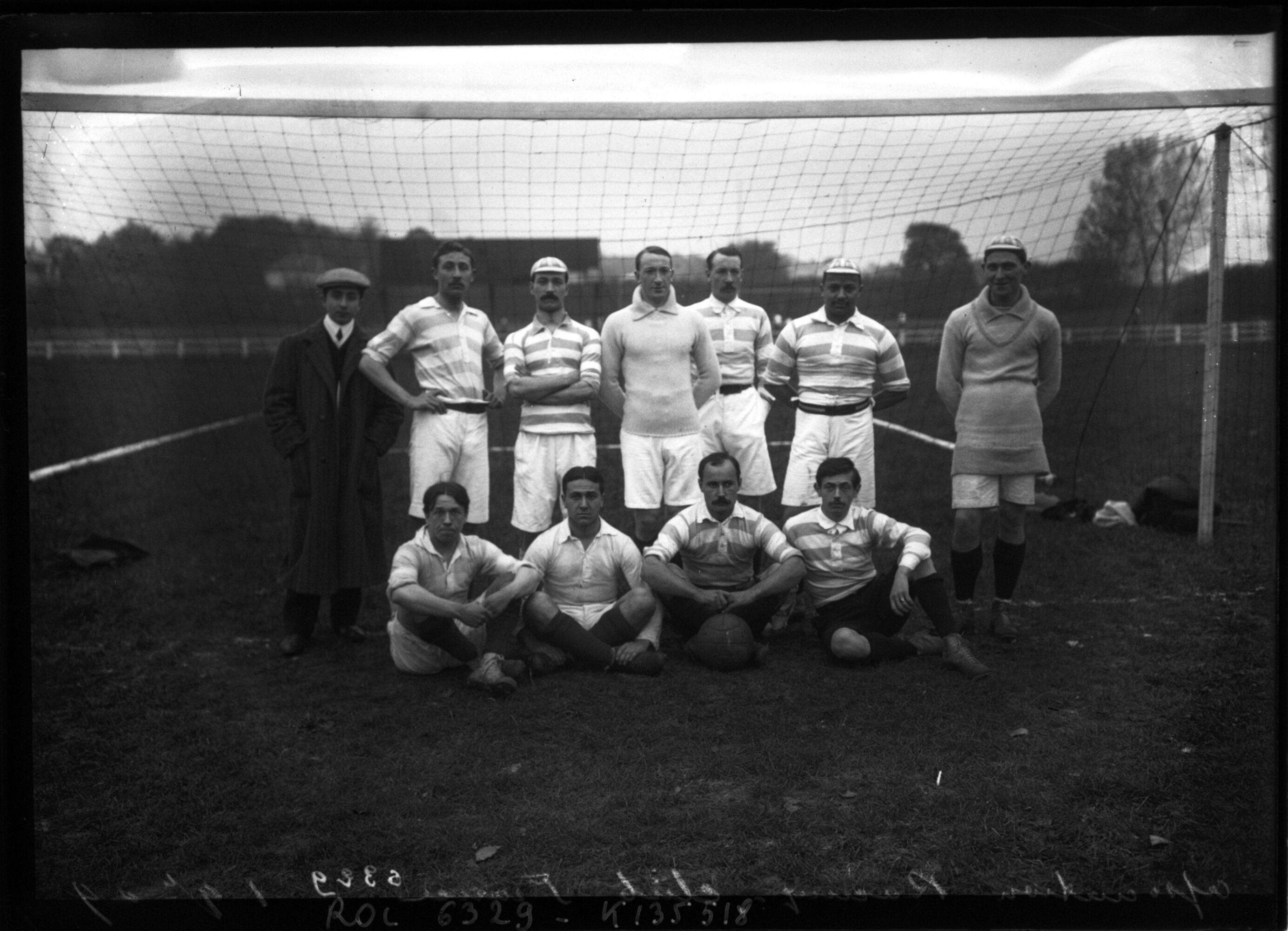
Гравці «Расінга» у 1909 році.

Спортивний клуб «Расінг» було засновано в Парижі 1882 року. 1896 року у клубі було започатковано футбольну секцію, тож саме цей рік вважається роком заснування безпосередньо футбольного клубу. 1932 року «Расінг» став одним з клубів-засновників Національного чемпіонату, першого професійного дивізіону у французькому футболі, який за рік, у 1933, отримав свою сучасну назву Ліга 1.
Найуспішнішим в історії клубу став сезон 1935-36, в якому «Расінгу» вдалося зробити дубль, вигравши Лігу 1 та здобувши Кубок Франції. Згодом команді клубу ще чотири рази вдавалося тріумфувати в розіграшах національного кубку — в сезонах 1938-39, 1939-40, 1944-45 та 1948-49. Повторити досягнення 1936 року в національному чемпіонаті клубу більше не вдавалося, максимально «Расінг» наближався до чемпіонства в сезонах 1960-61 та 1961-62, в яких його команда фінішувала другою в турнірній таблиці французької футбольної першості.
Втім вже в середині 1960-х клуб стикнувся з фінансовими проблемами і був змушений оголосити про банкрутство, його команда втратила професійний статус і продовжила існувати в аматорському статусі. На початку 1980-х років «Расінг» поновив професійний статус завдяки фінансуванню, отриманому від конгломерату французького підприємця Жана-Люка Лагардера. В сезоні 1985-86 команда виграла змагання у Лізі 2 і після баготорічної перерви отримала право виступів в елітному дивізіоні французького футболу. Протягом 1987—1989 років власником клубу була корпорація Matra і команда виступала під назвою «Матра Расінг», зайнявши в сезоні 1987-88 сьому місце в Лізі 1. Втім 1989 року спонсор залишив клуб і наступного року команда втратила місце в найвищому дивізіоні, причому з фінансових причин була змушена понизитися у класі відразу до третього за силою дивізіону.
Надалі клуб знову втратив професійний статус і попри декілька спроб віднайти необхідне фінансування для повернення на професійний рівень продовжує виступати на аматорському рівні.

## Назви клубу
- «Расінг Клуб де Франс» / Racing Club de France: (1896—1932, 1966—1981, 2005—2007, 2018—)
- «Расінг Клуб Парі» / Racing Club Paris: (1932—1966, 1981—1987, 1999—2005)
- «Матра Расінг» / Matra Racing: (1987—1989)
- «Расінг Парі 1» / Racing Paris 1 : (1989—1991)
- «Расінг 92» / Racing 92 : (1991—1995)
- «Расінг Клуб де Франс 92» / Racing Club de France 92 : (1995—1999)
- «Расінг Клуб де Франс футбол 92» / Racing Club de France football 92 : (2007—2009)
- «Расінг Клуб де Франс Леваллуа» / Racing Club de France Levallois 92 : (2009—2012)
- «Расінг Клуб де Франс Коломб 92» / Racing Club de France Colombes 92 : (2012—2018)

### Логотипи

1983-1984
1999-2005
2005—2009

## Досягнення
- Ліга 1:
  - Переможець (1): 1936
  - Срібний призер (2): 1961, 1962

- Кубок Франції:
  - Володар (5): 1936, 1939, 1940, 1945, 1949
  - Фіналіст (3): 1930, 1950, 1990

- Ліга 2:
  - Переможець (1): 1986

- Чемпіонат Парижу:
  - Переможець (2): 1931, 1932

## Склади переможців
1935/36 (чемпіонат): Рудольф Гіден, Едмон Дельфур, Огюст Жордан, Фредерік Кеннеді, Рауль Дьянь, Еміль Венант, Моріс Банід, Франсуа Ру, Роже Куар, Жуль Мате, Ролан Шмітт, Робер Мерсьє, Моріс Дюпюї, Анрі Озенн, Жан Жотеру, Александар Живкович, Люсьєн Боє, Хорхе Бранка, Анрі Фурніс, Раймон Куар, Марсель Гале. Тренер — Джордж Кімптон.
1935/36 (кубок): Рудольф Гіден, Моріс Дюпюї, Рауль Дьянь, Моріс Банід, Огюст Жордан, Едмон Дельфур, Анрі Озенн, Фредерік Кеннеді, Роже Куар, Еміль Венант, Жуль Мате. Тренер — Джордж Кімптон.
1938/39 (кубок): Рудольф Гіден, Моріс Дюпюї, Рауль Дьянь, Рамон Сабало, Огюст Жордан, Луїс Войковяк, Хосе Перес, Оскар Ессерер, Анрі Озенн, Еміль Венант, Жуль Мате. Тренер — Джордж Кімптон.
1939/40 (кубок): Рудольф Гіден, Моріс Дюпюї, Рауль Дьянь, Рамон Сабало, Огюст Жордан, Крістіан Руель, Жуль Мате, Гайнріх Гілтль, Рене Рульє, Оскар Ессерер, Едмонд Вайскопф. Тренер — Елі Ру.
1944/45 (кубок): Хосе Молінево, Моріс Дюпюї, Марсель Сальва, Жан-Клод Самуель, Огюст Жордан, Люсьєн Жассерон, Андре Філіппо, Оскар Ессерер, Еміле Бонджорні, П'єр Понсетті, Ернест Вааст. Тренер — Поль Барон.
1948/49 (кубок): Рене Віналь, Карл Аренс, Марсель Сальва, Анжело Гріццетті, Роже Ламі, Люсьєн Ледюк, Роже Габе, Анрі Тессьє, Роже Кеноль, Ернест Вааст, Жорж Морель. Тренер — Поль Барон.

## Збірна
У складі збірної Франції виступало 57 гравців «Расінга». У таблиці зазначені футболісти, які провели п'ять і більше ігор за національну команду, під час виступів за столичний клуб:
| Футболіст           | Ігри | Голи | Період    |
| ------------------- | ---- | ---- | --------- |
| Едмон Дельфур       | 34   | 2    | 1930—1937 |
| Роже Марш           | 25   | 1    | 1954—1959 |
| Еміль Венант        | 24   | 14   | 1929—1940 |
| Рауль Дьянь         | 18   | 0    | 1931—1940 |
| Рене Віналь         | 17   | 0    | 1949—1954 |
| Мануель Анатоль     | 16   | 1    | 1929—1934 |
| Огюст Жордан        | 16   | 1    | 1938—1945 |
| Луїс Фернандес      | 16   | 2    | 1986—1988 |
| Ернест Вааст        | 15   | 11   | 1945—1949 |
| Марсель Сальва      | 13   | 0    | 1945—1952 |
| Тадеуш Сизовський   | 12   | 11   | 1952—1958 |
| Максим Боссі        | 12   | 0    | 1985—1986 |
| Марсель Капелль     | 9    | 0    | 1930—1931 |
| Моріс Дюпюї         | 9    | 0    | 1937—1945 |
| П'єр Грільє         | 9    | 2    | 1954—1960 |
| Франсуа Етте        | 9    | 4    | 1959—1961 |
| Жан-Жак Марсель     | 9    | 1    | 1960—1961 |
| Анрі Бар            | 8    | 3    | 1913—1923 |
| П'єр Аллеман        | 7    | 0    | 1905—1908 |
| Оскар Ессерер       | 7    | 4    | 1938—1945 |
| Александр Віллаплан | 6    | 0    | 1930      |
| Емільєн Девич       | 5    | 1    | 1911—1921 |
| Андре Тассін        | 5    | 0    | 1932      |
| Еміле Бонджорні     | 5    | 2    | 1945—1948 |

## Відомі гравці
Див. також Категорія:Футболісти «Расінга» (Париж)
- Люсьєн Ледюк 1947—1949
- Ернст Гаппель 1954—1956
- П'єр Літтбарскі 1986—1987
- Луїс Фернандес 1986—1989
- Енцо Франческолі 1986—1989
- Венсан Герен 1988—1989
- Давід Жинола 1988—1990